# Jean Smart
Jean Smart (n. 13 septembrie 1951, Seattle, Washington, SUA) este o actriță americană câștigătoare a premiilor Emmy și Globul de Aur.

## Biografie
Smart s-a născut în Seattle, Washington, fiind al doilea copil al lui Kay și Douglas Smart care au avut în total patru copii.  A fost diagnosticată cu diabet la vârsta de 13 ani. În 1969, a urmat liceul Ballard, unde s-a înscris la un curs interactiv de teatru și a studiat actoria. A absolvit Universitatea din Washington.
A avut în total 11 nominalizări de-a lungul carierei la Premiile Emmy, câștigând de cinci ori: de două ori pentru rolul Lana Gardner din serialul Frasier, în 2000 și 2001, o dată pentru rolul Regina Newly din serialul Samantha Who?, în 2008, și de două ori pentru rolul Deborah Vance din serialul Hacks, în 2021 și 2022.
A fost nominalizată în 2001 la premiile Tony pentru rolul din The Man Who Came to Dinner.

## Filmografie selectivă
- 1979 Gangsters (Hoodlums), regia Mac Ahlberg
- 1984 Străfulgerarea (Flashpoint), regia William Tannen
- 1984 Protocol, regia Herbert Ross
- 1992 Amanti, primedonne (Mistress), regia Barry Primus
- 1992 Baby Talk, regia David N. Gottlieb
- 1993 In fuga a quattro zampe (Homeward Bound: The Incredible Journey), regia Duwayne Dunham
- 1995 La famiglia Brady (The Brady Bunch Movie), regia Betty Thomas
- 1998 Un cuplu ciudat II (The Odd Couple II), regia Howard Deutch
- 2000 Faccia a faccia (The Kid), regia Jon Turteltaub
- 2002 Casă, dulce casă (Sweet Home Alabama), regia Andy Tennant
- 2003 Bringing Down the House (Bringing Down the House), regia Adam Shankman
- 2007 Le regole del gioco (Lucky You), regia Curtis Hanson
- 2008 Hero Wanted, regia Brian Smrz
- 2009 Youth in Revolt, regia Miguel Arteta
- 2010 Barry Munday - Papà all'improvviso (Barry Munday), regia Chris D'Arienzo
- 2010 Viața așa cum e ea (Life as We Know It), regia Greg Berlanti
- 2012 Il matrimonio che vorrei (Hope Springs), regia David Frankel
- 2013 Waking, regia Ben Shelton
- 2014 Warren, regia Alex Beh
- 2014 Miss Meadows, regia Karen Leigh Hopkins
- 2016 Cifre periculoase, regia Gavin O'Connor
- 2020 Superintelligence, regia Ben Falcone
- 2021 Senior Moment, regia Giorgio Serafini
- 2022 Wildflower, regia Matt Smukler
- 2022 Babylon, regia Damien Chazelle